# اولنا کراواتسکا
اولنا کراواتسکا (اوکراینی: Олена Віталіївна Краватська؛ زادهٔ ۲۲ ژوئن ۱۹۹۲) شمشیرباز اهل اوکراین است.